# العلاقات الصربية الموريتانية
العلاقات الصربية الموريتانية هي العلاقات الثنائية التي تجمع بين صربيا وموريتانيا.

## مقارنة بين البلدين
هذه مقارنة عامة ومرجعية للدولتين:
| وجه المقارنة                                              | صربيا                                                      | موريتانيا                 |
| --------------------------------------------------------- | ---------------------------------------------------------- | ------------------------- |
| المساحة (كم2)                                             | 88.36 ألف                                                  | 1.03 مليون                |
| عدد السكان (نسمة)                                         | 7.02 مليون                                                 | 4.42 مليون                |
| الكثافة السكانية (ن./كم²)                                 | 79.45                                                      | 4.29                      |
| العاصمة                                                   | بلغراد                                                     | نواكشوط                   |
| اللغة الرسمية                                             | اللغة الصربية                                              | اللغة العربية، لغة فرنسية |
| العملة                                                    | دينار صربي                                                 | أوقية موريتانية، أوقية ‏   |
| الناتج المحلي الإجمالي (بليون دولار)                      | 41.43 مليار                                                | 5.02 مليار                |
| الناتج المحلي الإجمالي (تعادل القوة الشرائية) بليون دولار | 100.13 مليار                                               |                           |
| الناتج المحلي الإجمالي الاسمي للفرد دولار أمريكي          | 5.24 ألف                                                   |                           |
| الناتج المحلي الإجمالي للفرد دولار أمريكي                 | 13.59 ألف                                                  | 3.91 ألف                  |
| مؤشر التنمية البشرية                                      | 0.771                                                      | 0.506                     |
| رمز المكالمات الدولي                                      | +381                                                       | +222                      |
| رمز الإنترنت                                              | .rs، .срб ‏                                                 | .mr                       |
| المنطقة الزمنية                                           | توقيت وسط أوروبا، ت ع م+01:00، ت ع م+02:00، أوروبا/بلغراد ‏ | 00                        |

## منظمات دولية مشتركة
يشترك البلدان في عضوية مجموعة من المنظمات الدولية، منها:
| علم المنظمة | اسم المنظمة                               | تاريخ انضمام صربيا | تاريخ انضمام موريتانيا |
| ----------- | ----------------------------------------- | ------------------ | ---------------------- |
|             | مؤسسة التنمية الدولية                     | 25 فبراير 1993     | 10 سبتمبر 1963         |
|             | يونسكو                                    | 20 ديسمبر 2000     | 10 يناير 1962          |
|             | وكالة ضمان الاستثمار متعدد الأطراف        | 19 مارس 1993       | 8 سبتمبر 1992          |
|             | الأمم المتحدة                             | 1 نوفمبر 2000      | 27 أكتوبر 1961         |
|             | الاتحاد البريدي العالمي                   | ?                  | ?                      |
|             | البنك الدولي للإنشاء والتعمير             | 25 فبراير 1993     | 10 سبتمبر 1963         |
|             | الاتحاد الدولي للاتصالات                  | 1 يونيو 2001       | 18 أبريل 1962          |
|             | منظمة حظر الأسلحة الكيميائية              | ?                  | ?                      |
|             | مؤسسة التمويل الدولية                     | 25 فبراير 1993     | 29 ديسمبر 1967         |
|             | المركز الدولي لتسوية المنازعات الاستشارية | 8 يونيو 2007       | 14 أكتوبر 1966         |
|             | منظمة الشرطة الجنائية الدولية             | ?                  | ?                      |

## وصلات خارجية
- موقع وزارة الخارجية الصربية